# 旭橋 (下郷町)
旭橋（あさひばし）は、 福島県南会津郡下郷町にある阿賀川（大川）に架かる国道289号の橋長87 m（メートル）のアーチ橋。

## 概要
- 形式 - RC上路固定アーチ橋
- 道路規格 - 第3種第3級
- 活荷重 - 1等橋 (TL-20)
- 橋長 - 87.000 m
  - 支間割 - 9.850 m + 63.700 m + 13.450 m
  - アーチ支間 - 58.000 m
  - アーチライズ - 14.036 m
- 幅員
  - 総幅員 - 14.800 m
  - 有効幅員 - 14.000 m
  - 車道 - 8.000 m
  - 歩道 - 両側3.00 m
- 橋台 - 鉄筋コンクリートラーメン式橋台
- 基礎 - 直接基礎
- 曲率半径 - 200 m
- 設計 - 大日本コンサルタント
- 施工 - 渡部工務所（下部工）、ピー・エス・コンクリート[注釈 1]（上部工）
- 架設工法 - 合成アーチ巻き立て工法

## 歴史
旧橋は1937年（昭和12年）に架設された橋長44.9 m、最大支間長32.0 mの上路固定開腹アーチ橋であった。この橋は阿賀川両側に跨る下郷町を結ぶつける役割を果たしていた。しかし、幅員が4.5 mと狭く、老朽化が進行していたため片側通行・荷重制限を強いられていたことから1984年度（昭和59年度）に国道橋梁整備事業として福島県により架替事業が着手され、1988年度（昭和63年度）に竣工した。
新橋は旧橋の約150 m下流に架設され、アーチリブの施工には日本で開発された合成アーチ巻立て工法を日本で初めて採用した。合成アーチ巻立て工法とは、CLCA工法とも呼ばれ、架設用アーチ支保工に鋼管コンクリートを採用したものである。メラン工法と同様に鋼管を架設した後、鋼管にコンクリート充填して合成構造とするものである。
本工法の採用により、鋼管コンクリートは曲げ剛性が高く施工中の変位が少ないこと、耐震・耐風安定性が高いこと、架設用資材を従来に比べ削減できること、鋼管架設をロアリングによることで工期短縮を図れることの利点があった。